# Metz Handball
Metz Handball er en kvindehåndboldklub fra Metz i Frankrig. Klubben er især kendt for sit kvindehold, der har vundet flere franske mesterskaber og pokaltitler. Klubben har tidligere spillet under navnene ASPTT Metz HB, Handball Metz Metropole og HB Metz Moselle Lorraine. Holdets cheftræner er Emmanuel Mayonnade og assisteres af russiske Jekaterina Andrjusjina. 
Holdet har i alt vundet hele 23 franske mesterskaber, 9 franske pokaltitler, otte ligapokaltitler og holder rekorden for flest vundne titler i Frankrig, for alle tre ovenstående. De nåede også finalen i EHF Cuppen i 2013, hvor de dog blev slået af danske Team Tvis Holstebro. De oprykkede til den bedste franske håndboldrække Championnat de France de Handball i 1986, med den nuværende franske landstræner Olivier Krumbholz i spidsen for holdet.
Klubben kvalificerede sig for første gang, til EHF Final 4-stævnet 2019 i Budapest i kvindernes EHF Champions League. Holdet blev dog slået ud i semifinalen til russiske Rostov-Don og tabte den efterfølgende bronzekamp mod norske Vipers Kristiansand.

## Navne
- 1967–2002: ASPTT Metz
- 2002–2005: Handball Metz Métropole
- 2005–2009: Handball Metz Moselle Lorraine
- 2009–: Metz Handball

## Titler og meritter
- Championnat de France de handball:
  - Vindere (26): 1989, 1990, 1993, 1994, 1995, 1996, 1997, 1999, 2000, 2002, 2004, 2005, 2006, 2007, 2008, 2009, 2011, 2013, 2014, 2016, 2017, 2018, 2019, 2022, 2023, 2024
  - Sølv (7): 1991, 1992, 1998, 2001, 2003, 2012, 2015, 2021
- Coupe de France:
  - Vindere (12): 1990, 1994, 1998, 1999, 2010, 2013, 2014, 2017, 2019, 2022, 2023, 2024
  - Sølv (7): 1987, 1992, 1993, 2001, 2005, 2009, 2018
- Coupe de la Ligue française féminine de handball:
  - Vindere (7): 2005, 2006, 2007, 2008, 2009, 2010, 2011, 2014
  - Sølv (1): 2004
- EHF Cup:
  - Sølv: 2013
- EHF Cup Winners' Cup:
  - Bronze: 1999, 2004, 2010, 2011
- EHF Champions League:
  - Bronze: 2022
  - Kvartfinalist: 2012, 2017, 2018, 2021, 2023
  - Fjerdeplads: 2019, 2024

## Arena
- Navn: Metz Arena
- By: Metz
- Kapacitet: 5,000
- Adresse: 5 avenue Louis-le-Débonnaire 57000
- Siden: 2001-

## Spillertruppen 2024-25
| Nr. | Navn                      | Nationalitet | Alder                      | Position     |
| --- | ------------------------- | ------------ | -------------------------- | ------------ |
| 1   | Camille Depuiset          | Frankrig     | 19. oktober 1998 (26 år)   | Målvogter    |
| 6   | Chloé Valentini           | Frankrig     | 15. april 1995 (30 år)     | Venstre fløj |
| 7   | Allison Pineau            | Frankrig     | 2. maj 1989 (36 år)        | Playmaker    |
| 8   | Anne Mette Hansen         | Danmark      | 25. august 1994 (30 år)    | Venstre back |
| 9   | Tyra Axnér                | Sverige      | 18. marts 2002 (23 år)     | Venstre back |
| 15  | Anne-Emmanuelle Augustine | Frankrig     | 10. juli 2001 (23 år)      | Stregspiller |
| 20  | Laura Flippes             | Frankrig     | 13. december 1994 (30 år)  | Højre back   |
| 23  | Zaliata Mlamali           | Frankrig     | 23. februar 2003 (22 år)   | Venstre fløj |
| 24  | Emma Jacques              | Frankrig     | 29. oktober 2001 (23 år)   | Højre back   |
| 27  | Sarah Bouktit             | Frankrig     | 27. august 2002 (22 år)    | Stregspiller |
| 28  | Lucie Granier             | Frankrig     | 11. juni 1999 (26 år)      | Højre fløj   |
| 29  | Léna Grandveau            | Frankrig     | 21. januar 2003 (22 år)    | Playmaker    |
| 31  | Djazz Chambertin          | Frankrig     | 26. juni 1997 (27 år)      | Venstre back |
| 37  | Zsófi Szemerey            | Ungarn       | 2. juni 1994 (31 år)       | Målvogter    |
| 38  | Petra Vámos               | Ungarn       | 14. september 2000 (24 år) | Playmaker    |
| 98  | Manon Errard              | Frankrig     | 9. februar 2005 (20 år)    | Højre fløj   |

### Trænerteam
- Cheftræner: Emmanuel Mayonnade
- Assistenttræner: Jekaterina Andrjusjina
- Holdleder: Dragan Majstorovic
- Målvogtertræner: Alexandra Hector
- Fysisk træner: Bertrand Barbier
- Fysioterapeut: : Jacques Levy

## Tidligere spillere
- Béatrice Edwige
- Gnonsiane Niombla
- Marion Limal
- Stéphanie Ludwig
- Nodjialem Myaro
- Claudine Mendy
- Allison Pineau
- Katty Piejos
- Linda Pradel
- Isabelle Wendling
- Maakan Tounkara
- Tamara Horacek
- Camille Ayglon-Saurina
- Paule Baudouin
- Chloé Bulleux
- Koumba Cissé
- Marie-Hélène Sajka
- Melinda Jacques
- Sophie Remiatte
- Corinne Zvunka-Krumbholz
- Manon Houette
- Cléopâtre Darleux
- Nina Kamto Njitam
- Alice Lévêque
- Amandine Leynaud
- Laurisa Landre
- Laura Flippes
- Laura Glauser
- Grâce Zaadi
- Marion Maubon
- Irina Popova
- Kristina Liščević
- Tatjana Medved
- Svetlana Ognjenović
- Slađana Pop-Lazić
- Klaudija Bubalo
- Ivana Lovrić
- Kristina Elez
- Lidija Horvat
- Vesna Horaček-Tadić
- Ana Gros
- Tjaša Stanko
- Jurswailly Luciano
- Yvette Broch
- Xenia Smits
- Dinah Eckerle
- Pavla Poznarová
- Lenka Černá
- Viktória Csáki
- Andrea Farkas
- Ekaterina Andryushina
- Justina Lopes Praça
- Lara González
- Marina Vukčević
- Olga Peredery
- Aleksandra Zych
- Camilla Carstens
- Daphne Gautschi